# Jackie Stallone
Pour les articles homonymes, voir Stallone.
Jackie Stallone, née Jacqueline Frances Labofish le 29 novembre 1921 à Washington (district de Columbia) et morte le 21 septembre 2020 à Los Angeles, est une astrologue américaine, danseuse, actrice et promoteur de catch. Elle est la mère de l'acteur Sylvester Stallone, du chanteur Frank Stallone Jr. et de l'actrice Toni D'Alto, cette dernière de son second mari Anthony Filiti.

## Biographie
Jacqueline Frances Labofish est la fille d'un avocat de Washington, John Labofish (1896-1956), et d'une Brestoise, Jeanne Clérec (1901-1974), qu'il avait rencontrée en Bretagne au lendemain de la Première Guerre mondiale,. 
Ses grands-parents paternels, qui étaient des juifs originaires d'Odessa (ville appartenant alors à l'Empire russe et aujourd'hui à l'Ukraine), avaient émigré aux États-Unis en 1888. 
Ses parents se sont mariés à Manhattan en 1920 et ont divorcé au bout de quelques années.
En 1945, elle épouse un coiffeur de Washington d'origine italienne, Frank Stallone (1919-2011), dont elle a deux fils, Sylvester et Frank Jr.. Elle divorce en 1957 et se remarie plusieurs fois par la suite ; elle conserve toutefois le patronyme de Stallone qui est celui de ses enfants.
Elle fait de l'astrologie et de la rumpologie, art divinatoire qui consiste à lire l'avenir dans le sillon interfessier.
En octobre 2009, Jackie, en quête de ses origines, se rend à Brest où elle trouve alors la confirmation que sa mère, Jeanne Clérec, est née dans cette ville le 29 juillet 1901.
Elle utilise sa célébrité (mère des deux Stallone) pour apparaître dans l'émission Celebrity Big Brother 3 au côté de son ex-belle-fille, l'actrice danoise Brigitte Nielsen. Elle se fait éliminer la première, après l'abandon de Germaine Greer.
Jackie Stallone est souvent citée en exemple des ravages que peut entraîner la chirurgie esthétique dont elle reconnaît avoir abusé, ce qui lui vaut d'être régulièrement brocardée par les médias anglo-saxons.

## Apparitions à la télévision
Elle apparait dans le programme de lutte des années 1980 GLOW : Gorgeous Ladies of Wrestling. Jackie est montrée en train de rapper avec Americana, Mt. Fiji et Susie Spirit derrière elle. Elle rappe sur les filles de tante Kittie et sur la fabrication de litière pour chat. Elle devient célèbre au milieu des années 1990, en publiant des livres d'astrologie, en faisant des apparitions à la télévision et en créant une ligne d'assistance psychique où elle facture les appels téléphoniques pour obtenir des conseils d'elle et d'autres opérateurs. Elle invente également le terme rumpology, qui, selon elle, est un art similaire à celui de la lecture de la paume, sauf que la procédure se fait en examinant des images des fesses des personnes. Elle affirme aussi qu'elle peut consulter des chiens afin de connaître l'avenir. Elle s'implique dans l'industrie cosmétique en lançant des masques pour le visage et d'autres produits qui, selon elle, guérissent les problèmes de peau.
Le 21 mai 1992, elle apparait au Howard Stern Show et s'engage dans une vive dispute à l'antenne avec le père de Sylvester, Frank Stallone Sr. Elle l'accuse d'avoir été horrible au lit et d'avoir voulu la faire avorter de Sylvester. Elle dit avoir simulé l'avortement et que Frank n'en avait pas eu connaissance jusqu'à ce qu'elle ait accouché. Plusieurs injures sont alors prononcées et certaines n’ont pas été censurées.
En janvier 2005, elle apparait dans la série télévisée britannique Celebrity Big Brother en tant que candidate « surprise ». Elle est amenée à l'émission pour créer des tensions au sein de la « maison », car son ancienne belle-fille Brigitte Nielsen, avec qui elle ne s'entendait notoirement pas, y est également candidate. Elle est la première candidate rejetée par les téléspectateurs après avoir passé quatre jours dans la maison.
Elle apparait dans l'émission télévisée de la BBC Through the Keyhole en mars 2007. Dans l'émission, Stefanie Powers a exploré sa maison à Los Angeles et l'a ensuite interviewée.

## Apparition au cinéma
Elle joue, entre autres, dans la comédie Beach Babes from Beyond (ou Les Créatures de l'au-delà en France) tourné en 1993, réalisée par David DeCoteau. Ce film a ceci de particulier qu'il met en vedette des membres de famille d'acteurs célèbres, tels que Joe Estevez, le frère de Martin Sheen et oncle de Charlie Sheen, Emilio Estevez et Renée Estevez, Joey Travolta le frère de John Travolta et Don Swayze le frère de Patrick Swayze. Burt Ward, le célèbre Robin de la télésérie Batman entre 1966 et 1968, joue aussi dans le film.

## Vie personnelle
Jackie a trois enfants et six petits-enfants. Son premier mariage a lieu avec Frank Stallone Sr. (de 1945 à 1957) et donne naissance à ses deux fils, Sylvester et Frank Jr. Ils divorcent en 1957. Son deuxième mariage est avec Anthony Filiti en 1959, avec qui elle a une fille, feu Toni D'Alto. Ils divorcent ensuite. Son troisième et dernier mariage a lieu avec Stephen Levine en 1998 et dure jusqu'à sa mort en 2020. Ils n'ont pas eu d'enfants ensemble. Son petit-fils aîné Sage Stallone décède subitement en 2012. Elle a un autre petit-fils ainsi que trois petites-filles par son fils aîné Sylvester, et un petit-fils par Toni.

## Mort
Jackie Stallone meurt le 21 septembre 2020 à l'âge de 98 ans. Son décès a été annoncé par son fils Frank Jr.

## Filmographie
- 1990 : Stallone's Knockouts de Tony Cimber : Juge
- 1993 : Beach Babes from Beyond de David DeCoteau : Yanna
- 1996 : The Appointment de Todd Wade : Belle-mère
- 2021 : Stallone: Frank, That Is de Derek Wayne Johnson : Elle-même, elle y apparait à titre posthume

## Publications
- Starpower : An Astrological Guide to Super Success, 1999[10]